# Ligne de Jessains à Sorcy
La ligne de Jessains à Sorcy est une ligne de chemin de fer en grande partie hors service qui reliait Jessains sur la ligne de Paris-Est à Mulhouse-Ville à Sorcy-Gare sur la ligne de Noisy-le-Sec à Strasbourg-Ville.
Elle résulte du regroupement de deux tronçons d'historique et de vocation radicalement différents :
- de Jessains à Montier-en-Der, il s'agit de la partie sud de la ligne Jessains – Éclaron, concédée à titre éventuel à la compagnie de l'Est le 31 décembre 1875 et à titre définitif le 12 mars 1879, ligne destinée à réduire le parcours entre Troyes et Saint-Dizier[1] ;
- de Montier-en-Der à Sorcy-Saint-Martin, il s'agit d'une ligne à vocation purement stratégique, concédée à titre éventuel à la compagnie de l'Est par convention du 11 juin 1883 approuvée par la loi du 20 novembre 1883, et à titre définitif par la loi du 23 décembre 1885, terminaison d'une grande rocade Orléans - Troyes - Nancy, destinée à faciliter la mobilisation des troupes en cas d’attaque et à faciliter la reprise des territoires perdus pendant la guerre de 1870, dans le cadre du système Séré de Rivières.

Elle constitue la ligne no 015 000 du réseau ferré national. Historiquement, elle constituait une partie des ligne 265 (de Jessains à Vallentigny - Maizières), ligne 267 (de Vallentigny - Maizières à Montier-en-Der), ligne 103 (de Joinville à Poissons - Noncourt), ligne 245 (de Luméville - Chassey à Gondrecourt-le-Château) et ligne 14 de Void à Sorcy.

## De Jessains à Montier-en-Der

### Historique
Il s'agit de la partie sud de la ligne Jessains - Éclaron, ligne destinée à réduire le parcours entre Troyes et Saint-Dizier. 

#### Choix du tracé
Le 31 décembre 1875, l'Assemblée nationale fut appelée à approuver un projet de traité entre l'État et la Compagnie de l'Est, portant notamment concession, à titre éventuel, d'un embranchement sur Éclaron par Jessains et Brienne. Le traité fut approuvé, mais, dans la courte discussion qui s'engagea à propos de cet embranchement, le ministre des Travaux publics accepta la recommandation qui lui était adressée de mettre à l'étude le projet d'une ligne de Bourges à Saint-Dizier par Troyes, destiné à relier Bourges à la frontière de l'Est, en passant par Auxerre et Troyes. 
Le conseil général de l'Aube, insatisfait du tracé par Jessains et souhaitant à la place privilégier un tracé par Piney, a pris lors de sa séance du 29 août 1876 et confirmé lors de sa séance du 13 avril 1877 le vœu qu'au cas où la déclaration d'utilité publique pour l'embranchement d'Éclaron à Jessains serait demandée avant l'adoption définitive du principe de la grande ligne projetée de Bourges à la frontière de l'Est, cet embranchement soit converti, à partir de Brienne, en un tracé aboutissement directement à ou près Troyes. 
Or en août 1877 est parvenu au préfet de l'Aube, transmis par le ministre des Travaux publics, l'avant-projet présenté par la Compagnie de l'Est pour l'établissement du chemin de fer de Jessains à Éclaron. Le choix du tracé au sud de Brienne était donc désormais du ressort de l'enquête d'utilité publique, et c'est à l'Administration qu'il reviendrait ensuite de se prononcer et de proposer à la sanction des Chambres le tracé qui lui paraîtra le mieux concilier les divers intérêts à desservir. Cela n'empêcha pas le conseil général à réitérer son vœu lors de la séance du 22 août 1877. 
Le tracé retenu à l'issue de l'enquête d'utilité publique fut cependant celui par Jessains, et plusieurs raisons l'expliquent :
- c'est le tracé prévu par le traité du 31 décembre 1875,
- la compagnie de l'Est avait déjà fait (et financé) les études par Jessains,
- il nécessite la construction de 22,5 km de voie nouvelle de moins que le tracé par Piney, et nécessite de ce fait une subvention moindre de la compagnie de l'Est par la collectivité ; le département aurait par exemple dû dépenser à titre de subvention environ 40 000 fr. par kilomètre, soit 900 000 fr.
- il n'engendre un trajet global que 5,5 km plus long que le tracé par Piney,
- il permettait une liaison directe entre Brienne-le-Château et Bar-sur-Aube, chef-lieu de l'arrondissement dont Brienne dépend,
- le ministre de la Guerre, quoique ne le jugeant pas idéal, s'en contentait,
- enfin, il répondait à la deuxième partie du vœu du conseil général qui était que, quelle que fût la solution retenue, la ligne soit ouverte le plus rapidement possible[3],[4].

Ainsi, la ligne est déclarée d'utilité publique par une loi le 12 mars 1879, qui rend de même la concession à la compagnie des chemins de fer de l'Est définitive. Elle est finalement ouverte le 10 avril 1884. Il fallut attendre peu pour que la ligne de Troyes à Brienne via Piney soit à l'ordre du jour : inscrite au plan Freycinet en juillet 1879 (itinéraire no 26 d'Auxerre à Vitry-le-François), elle fut ouverte en 1886.

#### Tronçon de Jessains à Brienne-le-Château
La quasi-simultanéité de l'ouverture de la ligne Jessains-Éclaron et des lignes Troyes-Brienne et Vallentigny-Vitry entraîna une numérotation des lignes par la compagnie de l'Est sans lien direct avec les liaisons concédées. Aussi la partie Sud de la ligne Jessains-Éclaron fut-elle numérotée 59, comme partie de la liaison Vitry-le-François - Bar-sur-Aube, et la partie Nord de la ligne Jessains-Éclaron fut-elle numérotée 57, comme partie de la liaison Troyes-Revigny par Piney, Brienne, Éclaron et Saint-Dizier. Ces itinéraires furent respectivement renumérotés 265 et 267 par la SNCF, le tronçon entre Brienne et Vallentigny faisant partie des deux itinéraires.
L'ouverture en 1886 de la ligne directe de Troyes à Brienne par Piney enleva rapidement une grande partie de l'intérêt de la liaison entre Jessains et Brienne. En termes de liaison voyageurs, la ligne servit bientôt uniquement à relier Brienne et Bar-sur-Aube. 
Le ministre des Travaux publics a fait savoir, le 7 septembre 1932, que la Compagnie des chemins de fer de l'Est procédait à des essais d'automotrices sur la liaison de Brienne à Bar, qui permettraient vraisemblablement de les substituer aux trains de faible utilisation.
Mais, dès 1938, la ligne perdit toute desserte voyageurs. Et le dynamitage du pont sur l'Aube entre Juvanzé et Unienville en juin 1940, durant la retraite des Français, condamna définitivement toute circulation sur le tronçon Dienville - Jessains, qui fut déclassé par décret du 19 septembre 1952. Son tracé est aujourd'hui intercepté par le canal d'amenée entre l'Aube et le lac Amance.
Cependant, le court tronçon entre Brienne et Dienville connut une desserte marchandises jusque récemment[Quand ?]. En effet, en 1988, le moulin Soufflet de Dienville a créé une desserte ferroviaire au sein du site, permettant d'éviter le transport de la farine en camion vers la gare de Brienne. Le locotracteur Y 6603 fut alors racheté par l'entreprise pour effectuer cette desserte, qui cessa cependant d'être utilisée en 1999, le moulin recentrant sa production sur le marché français, où le transport ferroviaire n'est pas compétitif. La ligne est officiellement toujours ouverte[Quand ?], mais ne semble pas vouée à être utilisée à nouveau dans un avenir proche[Quand ?].

#### Tronçon de Brienne à Montier-en-Der
Le tronçon entre Brienne et Vallentigny-Maizières, partie intégrante de l'actuel itinéraire entre Troyes et Vitry-le-François, anciennement également utilisé par des liaisons directes de Troyes à Saint-Dizier, reste aujourd'hui ouvert au trafic marchandises.

### Chronologie
La fermeture au service des voyageurs s'est effectuée par étapes :
- De Jessains à Brienne-le-Château, le 15 mai 1938[11] ;
- De Brienne-le-Château à Vallentigny-Maizières, le 1er décembre 1950[11] (itinéraire Troyes - Vitry-le-François) ;
- De Vallentigny-Maizières à Montier-en-Der, le 3 octobre 1937[11].

Pour le service des marchandises :
- De Jessains à Dienville, en juin 1940[12]
- De Dienville à Brienne-le-Château, en 1999[9]
- De Brienne-le-Château à Vallentigny-Maizières : partie de l'itinéraire encore actif Troyes - Vitry-le-François ;
- De Vallentigny-Maizières à Longeville-sur-la-Laines, le 26 septembre 1965[réf. nécessaire].
- De Longeville-sur-la-Laines à Montier-en-Der, en 1965[12].

Les déclassements interviendront eux aussi par étapes :
- De Jessains à Dienville (PK 210,172 à 216,900), le 19 septembre 1952[13] ;
- De Dienville à Brienne-le-Château : non déclassé ;
- De Brienne-le-Château à Vallentigny-Maizières : partie de l'itinéraire encore actif Troyes - Vitry-le-François ;
- De Vallentigny-Maizières à Montier-en-Der (PK 230,600 à 245,340), le 29 octobre 1970[14].

Elle est aujourd'hui totalement déposée sauf sur la partie entre Brienne-le-Château et Vallentigny, utilisée par les relations fret de Troyes à Vitry-le-François.

## De Montier-en-Der à Sorcy
Il s'agit d'une ligne à vocation purement stratégique, concédée à titre éventuel à la compagnie de l'Est par convention du 11 juin 1883 approuvée par la loi du 20 novembre 1883. La concession est rendue définitive par la loi de déclaration d'utilité publique du 23 décembre 1885. Ce tronçon constitue la terminaison d'une grande rocade Orléans - Troyes - Nancy, destinée à faciliter la mobilisation des troupes en cas d’attaque et à faciliter la reprise des territoires perdus pendant la guerre de 1870, dans le cadre du système Séré de Rivières. D'une longueur de 102,3 km, elle fut répertoriée sous le numéro 25 par la Compagnie de l'Est puis sous le numéro 245 par la Région Est.

### Chronologie

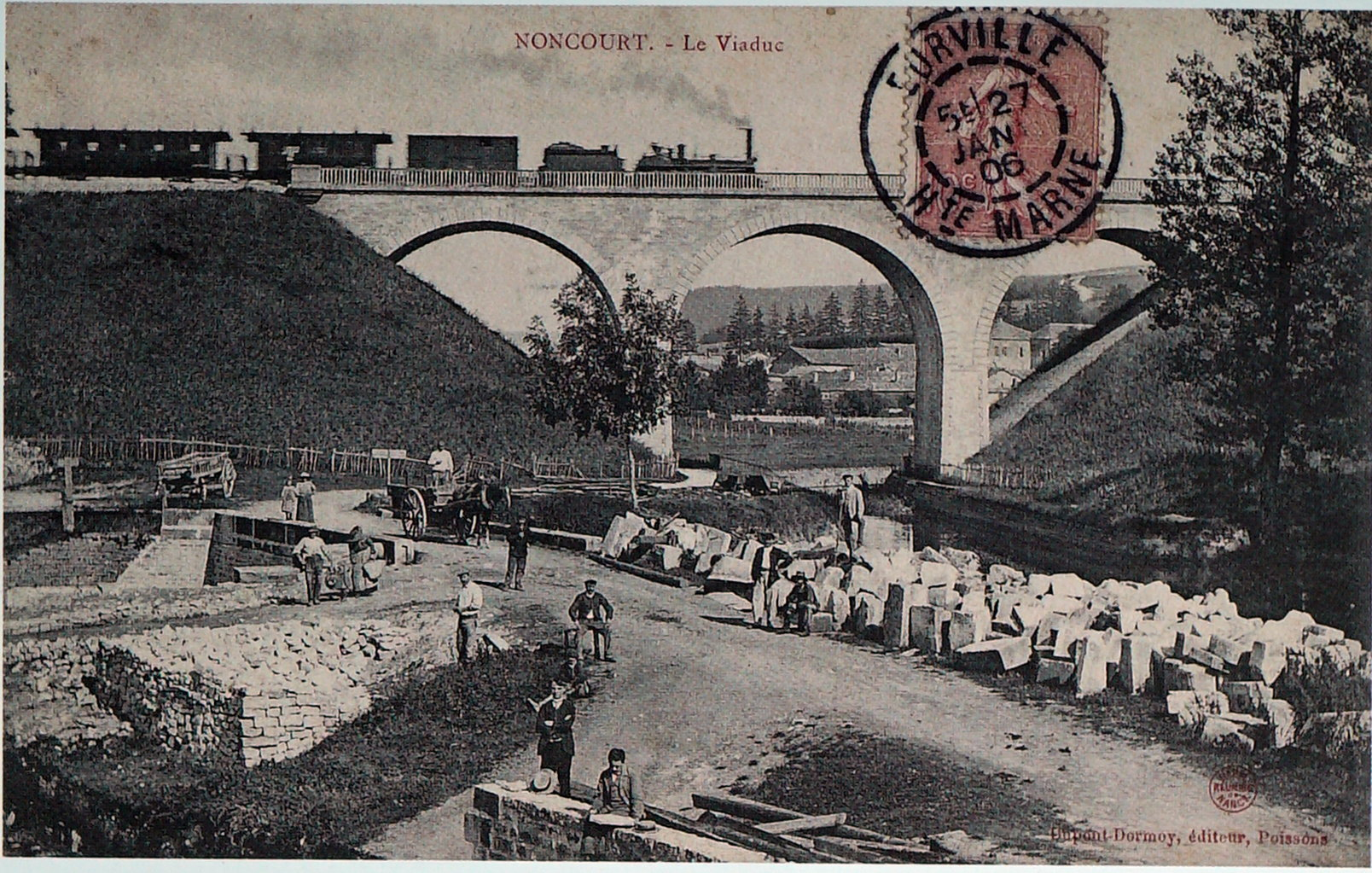
Le viaduc sur le Rongeant à Noncourt en 1906.

La ligne a été mise en service de Montier-en-Der à Sorcy le 1er juin 1892.
La fermeture au service des voyageurs s'est effectuée par étapes :
- De Montier-en-Der à Gondrecourt-le-Château, le 1er juillet 1938[11] (rouverte durant la guerre) ;
- De Gondrecourt-le-Château à Sorcy, le 15 mai 1938.

Pour le service des marchandises :
- De Montier-en-Der à Joinville, le 17 mai 1953[12] ;
- De Joinville à Poissons-Noncourt (ligne 103), le 27 mai 1990[17] ;
- De Poissons-Noncourt à Luméville-Chassey, le 17 mai 1953[12] ;
- De Luméville-Chassey à Gondrecourt-le-Château (ligne 245), le 3 novembre 1969[12] ;
- De Gondrecourt-le-Château à Void, le 17 mai 1953[12] ;
- De Void à Sorcy (ligne 14), le 1er octobre 1964[18].

Les déclassements interviendront eux aussi par étapes :
- De Montier-en-Der à Wassy (PK 246,350 à 259,280) : 12 novembre 1954[19] ;
- De Wassy à Joinville (PK 260,600 à 282,300) 12 novembre 1954[19] ;
- De Joinville à Poissons-Noncourt (PK 283,829 à 291,800), le 22 août 1990[20] ;
- De Poissons-Noncourt à Luméville-Chassey (PK 291,800 à 309,400), le 12 novembre 1954[19] ;
- De Luméville-Chassey à Gondrecourt-le-Château (PK 309,400 à 317,790), le 29 octobre 1970[14] ;
- De Gondrecourt-le-Château à Void (PK 320,000 à 340,000), le 12 novembre 1954[19].

Elle est aujourd'hui totalement déposée.

### Historique
Ne mettant pas en relation des villes importantes entre elle, ne desservant par ailleurs aucune localité susceptible de générer un trafic commercial conséquent, la ligne avait une vocation purement stratégique, même si elle créait, en théorie, une liaison Troyes - Nancy via Brienne-le-Château, Montier-en-Der, Sorcy et Toul. Bref, « l’exemple parfait de la ligne stratégique conçue après 1870. »
La déclaration d’utilité publique a été prononcée par la loi du 23 décembre 1885, qui la concédait par ailleurs à titre définitif à la compagnie de l'Est, et l'ouverture de l'intégralité de la ligne eut lieu le 1er juin 1892. Numérotée 25 par la compagnie de l'Est, la ligne fut renumérotée 245 par la SNCF.
La ligne vit circuler le 7 juin 1892 un train présidentiel. En effet, du 5 au 7 juin 1892, Sadi Carnot, alors président de la République, effectua un voyage officiel en Lorraine, à Bar-le-Duc, Nancy, Lunéville et Toul, voyage au cours duquel il eut une entrevue avec le grand-duc Constantin, frère du tsar. Le trajet retour fut tracé par Toul, Brienne-le-Château, Troyes, empruntant ainsi la ligne ouverte la semaine précédente,. Certains journaux considérèrent ce trajet comme l'inauguration officielle de la ligne, à juste titre, une cérémonie d'inauguration ayant bien eu lieu en gare de Wassy où le Président Carnot s'est arrêté (du fait du statut de Sous-Préfecture de la Ville de Wassy, à l'époque)(à noter l'existence de l'association des Amis de la Gare de Wassy réhabilitant cette gare qui a par ailleurs fait l'objet d'un timbre poste en 2011 dans le cadre d'un collector Champagne-Ardenne). 
Stratégique, la ligne obéit dès son ouverture aux exigences liées à sa fonction. Intégralement à double voie, la ligne n'a pas été concédée (sa propriété aurait alors pu passer dans les mains d'une compagnie privée), mais seule son exploitation a été confiée à la compagnie de l'Est. Par ailleurs, « l’Armée devait disposer de quais d’embarquement et de débarquement, de niveau avec le plancher des wagons, et pouvoir ravitailler, en cours de route, le personnel et les chevaux des unités en mouvement. Pour ravitailler les machines, l’exploitant avait à installer un réseau de prises d’eau tenant compte des possibilités de puisage, du débit souhaité par l’Armée sur chaque itinéraire, de la capacité des tenders et de la consommation des machines, eu égard au tonnage des trains et au profil. » Furent donc installés :

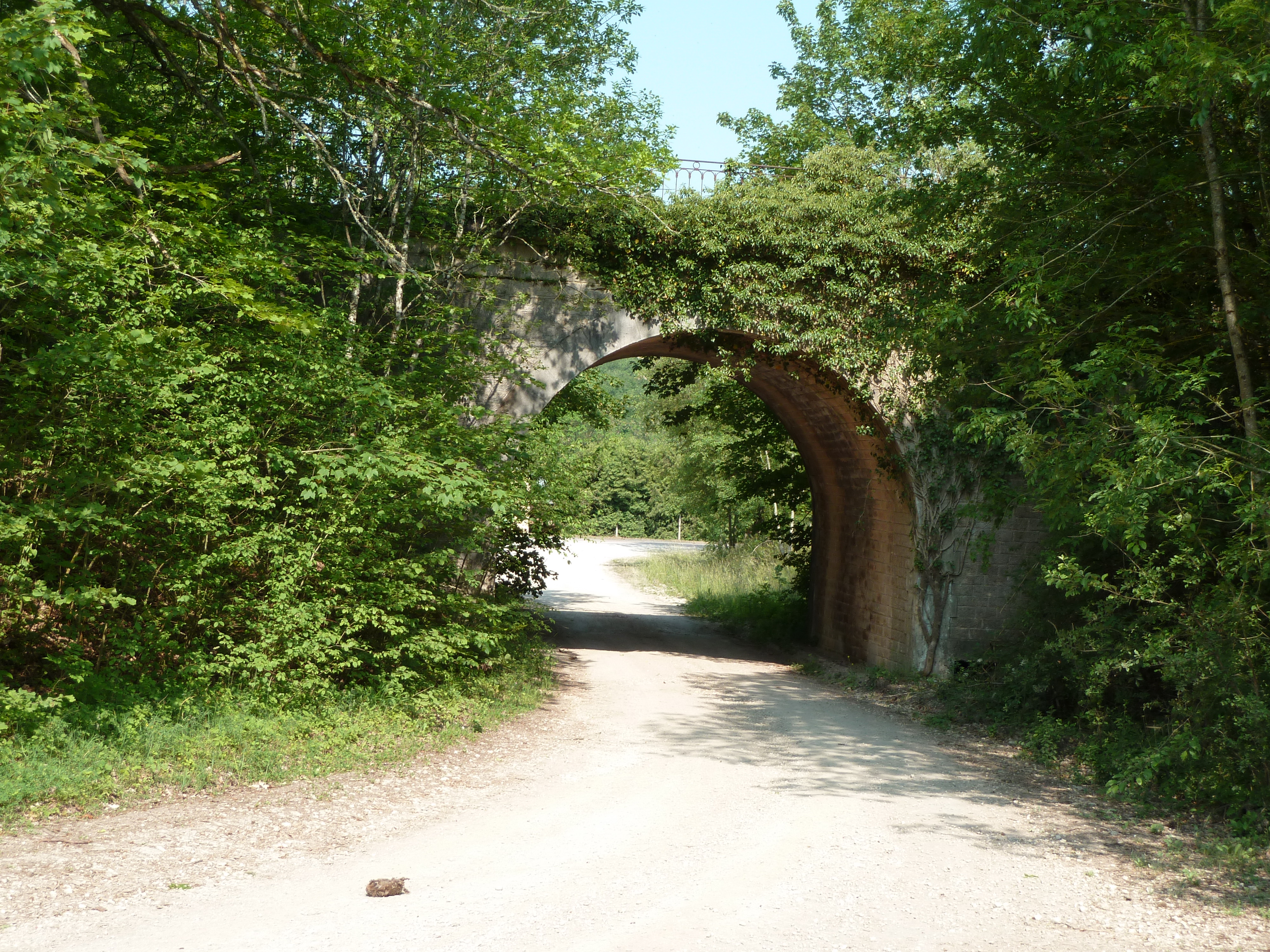
tunnel à Sauvoy.

- des prises d'eau à Montier-en-Der, Wassy, Joinville, Poissons, Soulaincourt, Gondrecourt-le-Château, Sauvoy et Sorcy ;
- des annexes tractions à Montier-en-Der et Joinville ;
- des quais militaires à Wassy (quai de 350 m), Luméville-Chassey, Gondrecourt-le-Château, Mauvages, Sauvoy, Void et Sorcy ; à Joinville, peu après la bifurcation entre les lignes 10 et 245, se trouvait également en direction de Chaumont un faisceau avec quais militaires (à Rupt, juste au sud du raccordement direct de Chaumont vers Sorcy en évitant Joinville).

La ligne justifia sa raison d'être durant la première Guerre mondiale : elle fut utilisée par de nombreux TCO (transports en cours d’opération), des trains de permissionnaires et des trains sanitaires pour le transport des blessés. Elle a ainsi permis de desservir le front de la Meuse et de lui fournir une grande partie de ses approvisionnements. Gondrecourt fut entre autres le site d'un camp d'entraînement des soldats américains de la première division d'infanterie des États-Unis. Par ailleurs, à Abainville, au PK322,250, quelques kilomètres au nord de Gondrecourt, l'armée américaine avait établi l'Atelier régional d'Abainville lors de la première guerre mondiale. S'y trouvaient des faisceaux d'échange entre voie normale et voie de 60, et en partait une voie de 60 de 25 km environ en antenne depuis Sorcy, voie qui franchissait entre autres la ligne de Paris à Strasbourg par un audacieux pont en bois. De Sorcy repartaient des voies de 60 vers le nord, via Vertuzey, Corniéville et au-delà d'une part, vers Ménil-la-Tour d'autre part. (l'atelier d'Abainville et le réseau de voie de 60 américain sont visibles sur films de 1918 réédités dans la série "l'Age du fer", no 6, de la Régordane).
Mais la faiblesse de sa fréquentation entraîna sa fermeture rapide, dès 1938, au trafic voyageurs, malgré une réouverture temporaire justifiée par la pénurie de moyens de transports alternatifs durant la Seconde Guerre mondiale. Néanmoins, cette période fut également celle de la dépose d'une des deux voies de la ligne par l'Occupant (1942-1943).
En 1953, ce fut au trafic marchandises d'être à son tour chassé d'une grande partie de la ligne (Montier-en-Der - Joinville, Poissons - Luméville et Gondrecourt - Void). À la suite de cette fermeture, les antennes subsistantes furent renumérotées par la Région Est de la SNCF : 
- 14 pour l'antenne Sorcy - Void (6,2 km) ;
- 103 pour l'antenne Joinville - Poissons (7,9 km) ;
- 245 pour l'antenne Gondrecourt - Luméville (8,8 km).

### Performances - Exploitation
La ligne, stratégique, devait achever une grande rocade Orléans - Troyes - Nancy, conformément aux plans du général Séré de Rivières. L'État mit donc tout en œuvre pour qu'elle soit d'une qualité excellente. Ainsi, les rampes ne dépassent pas 9 ‰, et le rayon des courbes descend rarement en dessous de 1 100 ou 1 200 m, autorisant ainsi des vitesses entre 160 et 180 km/h. Quand on sait que le rayon des courbes de la ligne Troyes - Brienne-le-Château s'établit aux alentours de 1 525 m et autorise ainsi une vitesse de 200 km/h, on conçoit que la ligne aurait constitué un itinéraire tout à fait appréciable entre Troyes et Nancy. Néanmoins, la compagnie de l'Est ne l'utilisa jamais comme telle, et les horaires les meilleurs mettaient plus de 8h pour relier Troyes à Nancy, les trains pouvant marquer des arrêts de plus d'une heure en gare de Montier-en-Der, Wassy, Joinville ou Gondrecourt.
Si la décision était prise de construire le centre de stockage des déchets radioactifs en couche géologique profonde Cigéo à Bure, la remise en service de la section de Joinville à Gondrecourt pourrait être envisagée, avec un tracé nouveau sur quelques milliers de mètres au nord de la gare de Joinville .

### Infrastructure

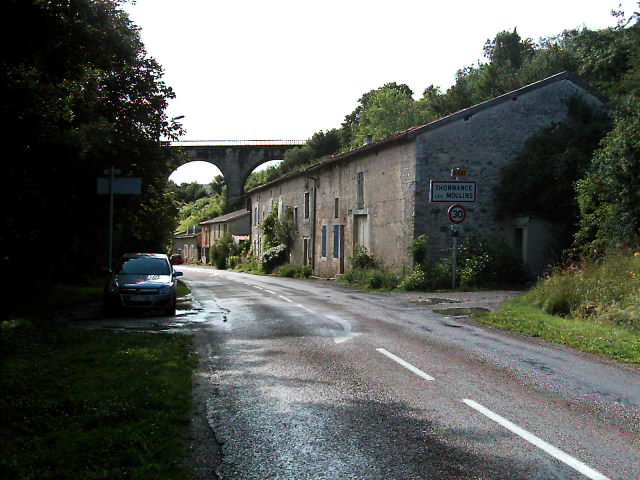
Viaduc de Thonnance

Traversant un relief de côtes assez accidenté, la ligne comportait un nombre relativement important d'ouvrages d'art.
On y trouvait ainsi :
- un viaduc (75 m) à Wassy permettant le franchissement de la ligne Saint-Dizier - Doulevant-le-Château et de la Blaise ;
- un viaduc (138 m, 35 m de hauteur) à Chatonrupt-Sommermont, reconverti en pont routier lors de la mise à 2x2 voies de la RN 67 ;
- deux viaducs de 56 m dits de Jouy et de la Combe des Plantes, qui ont subi le même sort que le viaduc précédent ;
- un souterrain de 199 m dit de Vecqueville ;
- un pont dit « de 100 m » franchissant la Marne et le canal de la Marne à la Saône, réutilisé par la RN 67 ;
- un souterrain de 640 m dit de Suzannecourt, en partie comblé et surplombé par la RN 67 ;
- un viaduc (58 m) entre les gares de Poissons-Noncourt et de Thonnance-les-Moulins franchissait le Rongeant ;
- un viaduc (91 m) dit de Thonnance ;
- un souterrain de 480 m dit de l'Hazelle ou de Soulaincourt ; en 1989 y furent tournées certaines scènes du film La vie et rien d'autre de Bertrand Tavernier, avec Philippe Noiret, évoquant le sauvetage d'un train sanitaire disparu dans un tunnel effondré ;
- un viaduc sur l'Ornain à la sortie de la gare de Gondrecourt, réutilisé par une voie routière communale ;
- un viaduc dit d'Abainville, sur le vallon de Gérauvillers, se situe au PK 322,639 entre la gare de Gondrecourt et la halte de Rosières-en-Blois. Entièrement détruit lors des combats de 1940, ce viaduc fut reconstruit entre le 19 novembre 1940 et le 31 octobre 1941 en maçonnerie, avec quatre arches en plein cintre de 12 mètres d'ouverture droite, par la société Dumez de Paris (101 000 h de travail), aidée par une fraction de la compagnie 2/11 du Génie français (28 000 h de travail) et par du personnel de la SNCF (10 400 h de travail)[29] ;
- un souterrain de 350 m dit de Rosières.

Par ailleurs, il faut y rajouter les ponts métalliques franchissant le canal de la Marne au Rhin, la Meuse et le canal de l'Est, ainsi que les ouvrages d'art des sauts-de-mouton de Joinville, Gondrecourt et Sorcy.

### Raccordements stratégiques
Compte tenu de sa vocation, la ligne disposait de plusieurs raccordements stratégiques avec les lignes qu'elles croisait.
Ainsi, 
- le raccordement de Joinville (1 391 m) permettait de relier directement Chaumont à Gondrecourt ; sa plate-forme, comme le « pont de 100 m », ont été réutilisés pour y établir la déviation de la traversée de Joinville par la RN 67 ;
- le raccordement de Gondrecourt no 1 (2 059 m) permettait de relier directement Joinville à Neufchâteau (itinéraire alternatif Joinville - Toul par Neufchâteau), autorisé à la construction par décret ministériel du 22 mars 1894[18] ;
- le raccordement de Gondrecourt no 2 (2 690 m) permettait de relier directement Nançois-Tronville à Sorcy (itinéraire alternatif pour la ligne Paris-Nancy en cas d’interception de celle-ci dans la zone de Lérouville), autorisé à la construction par décret ministériel du 2 août 1927[18]. Ce raccordement, inexistant pendant la Première Guerre mondiale, aurait alors pu y faire preuve de toute son utilité ; en effet, lors de l'occupation du saillant de Saint-Mihiel, les canons allemands menaçant la ligne Paris - Nancy au niveau de la rampe de Loxéville (côté Lérouville), les circulations durent être détournées par l'itinéraire Nançois-Tronville - Gondrecourt - Sorcy. Le relief du tracé, et l'absence de raccordement direct à Gondrecourt, furent des sujétions lourdes pour le camp français. Une plaque tournante fut néanmoins installée à Gondrecourt pour faciliter les manœuvres[30] ;
- le raccordement de Sorcy (946 m) permettait de rejoindre Lérouville puis Saint-Mihiel et Verdun.

Ces raccordements furent déposés par l'occupant allemand en 1942 et 1943,, sauf celui de Joinville qui l'a apparemment été plus tôt. Les raccordements de Gondrecourt furent déclassés le 13 février 1964.
Par ailleurs, afin de permettre à la nouvelle ligne de se raccorder à la ligne Saint-Dizier - Doulevant-le-Château, ouverte auparavant, l'on a procédé à un déplacement vers le sud de la gare de Wassy ; la ligne, qui traversait auparavant le canal de Saint-Dizier à Wassy au moyen d'un pont mobile actuellement réutilisé par la tréfilerie d'Ancerville (groupe Arcelor), a également été déviée vers le Sud au niveau de sa traversée du bourg.

### Gares
La gare de Montier-en-Der a été transformée en concession automobile (Renault).
La Gare de Wassy, siège de l'association des Amis de la Gare de Wassy, présente un patrimoine intéressant (guichet anciens et intérieurs tels qu'ils étaient quand le Président de la République, Sadi Carnot, vint inaugurer la gare le 7 juin 1892, parc et alignements de platanes, fontes d'ornement, quais, halle, maisons de garde de PN et 4 000 m de voies, peuplées de véhicules ferroviaires anciens).
Le village de Voillecomte disposait de deux gares ; l'une, au nord du village, était dite « gare de la Brie », du nom du hameau à proximité, et se trouvait sur la ligne de Montier-en-Der à Éclaron et Saint-Dizier ; l'autre, dite « gare des Babottes », également du nom du hameau à proximité, était située au sud du village et se trouvait sur la ligne objet du présent article.
La gare de Thonnance-les-Moulins est devenue maison forestière.
La gare de Poissons-Noncourt a été desservie jusqu'en 1990 en raison de l'existence d'un chantier de démolition de matériel ferroviaire exploité par la société de réparations des wagons-foudres de la Touraine (SRWFT). Cette société possédait par ailleurs un autre chantier à Joinville où ont été démolies entre autres des 141 E de Montluçon et des 141 R de Reims. Depuis, la gare est devenue centre socioculturel, la halle marchandises fait partie intégrante de la caserne des pompiers de la ville et les emprises sont devenues zone artisanale.
La gare de Luméville-Chassey, à l'abandon, a accueilli plusieurs années de suite le festival Hippiepest. Elle est devenue un des lieux où se rassemblent certains des opposants au Laboratoire de Bure.

### Exploitation cinématographique
La qualité de l'architecture de ses gares et ouvrages d'art lui valut d'être retenue comme site de tournage de films (La Vie et rien d'autre, avec Philippe Noiret, au tunnel de Soulaincourt, Je m'appelle Victor de Guy Jacques et Un vrai bonheur de Didier Caron), dans la gare de Wassy (gare toujours ouverte aux trafics touristiques et fret par la ligne de Saint-Dizier).

### Ouvrages
- Alfred Picard, Les chemins de fer français : Étude historique sur la constitution et le régime du réseau, t. 3 : Période du 4 septembre 1870 au classement de 1879, Paris, J. Rothschild, 1884 (BNF 31103595, lire en ligne), p. 283, 605 et 606
- Henri Lartilleux, Géographie universelle des transports, t. 1 : Géographie des chemins de fer français, Saint-Ouen, Chaix, janvier 1955
- André Gibert et José Banaudo, Trains Oubliés, vol. 1 : L’Alsace-Lorraine - L’Est, Breil-sur-Roya, Éditions du Cabri, 1981
- André Schontz, Arsène Felten et Marcel Gourlot, Le chemin de fer en Lorrain, Metz, Éditions Serpenoise, 1999, 316 p. (ISBN 978-2-87692-414-7)

### Revues
- André Jacquot, « Les itinéraires stratégiques du réseau de l’Est : 1re partie », Connaissance du Rail, no 73,‎ décembre 1986, p. 24–29 (ISSN 0222-4844)
- André Jacquot, « Les itinéraires stratégiques du réseau de l’Est : 2e partie », Connaissance du Rail, no 75,‎ février 1987, p. 21–26 (ISSN 0222-4844)
- Jean Collin, « Lignes oubliées, lignes méconnues, les « embranchements stratégiques » de Paris-Strasbourg : 3e partie », Rail Passion, no 23,‎ octobre-novembre 1998, p. 68–69 (ISSN 1261-3665)
- Bernard Collardey, Dominique Paris et Georges Ribeill, « Les fermetures de lignes au trafic voyageurs en France », Historail, no 17,‎ avril 2011, p. 30–77 (ISSN 1957-5971)

- Dominique Paris, « Les fermetures de lignes au trafic marchandises en France », Historail, no 17,‎ avril 2011, p. 80–127 (ISSN 1957-5971)
- « La Vie du Rail », La Vie du Rail, vol. 1379,‎ 11 février 1973, p. 2 (ISSN 0042-5478)
- « Les archives de l’Est – Tome 2 : L’histoire du réseau de 1870 à fin 1937 », Le Train, no hors-série,‎ 2006, p. 61